# Nataliya Konrad
Pour les articles homonymes, voir Konrad.
Nataliya Konrad (en ukrainien : Hаталія Конрад), aussi orthographiée Natalia Conrad, née Hruzynska le 4 août 1976, est une escrimeuse ukrainienne pratiquant l'épée.

## Carrière/Biographie
Durant sa courte carrière, Nataliya Konrad fut en deux saisons championne du monde et d'Europe en individuel, sans parvenir à se qualifier pour les Jeux olympiques. Auparavant, elle avait été sélectionnée en équipe d'Ukraine, double médaillée de bronze européenne.

## Palmarès
- Championnats du monde d'escrime
  -  Médaille d'or aux championnats du monde d'escrime 2003 à La Havane

- Championnats d'Europe d'escrime
  -  Médaille d'or aux championnats d'Europe d'escrime 2004 à Copenhague
  -  Médaille de bronze par équipes aux championnats d'Europe d'escrime 2002 à Moscou
  -  Médaille de bronze par équipes aux championnats d'Europe d'escrime 2001 à Coblence

## Classement en fin de saison
| Année | 2002 | 2003 | 2004 | 2005 |
| ----- | ---- | ---- | ---- | ---- |
| Rang  | 16   | 24   | 50   | 48   |